# Меномини (округ, Мичиган)
Мено́мини (англ. Menominee County) — округ в штате Мичиган, США. Официально образован в 1861 году. По состоянию на 2010 год, численность населения составляла 24 029 человек.

## География
По данным Бюро переписи США, общая площадь округа равняется 3 465,423 км2, из которых 2 703,963 км2 суша и 761,461 км2 или 22,000 % это водоёмы.

## Население
По данным переписи населения 2010 года в округе проживает 24 029 жителей в составе 10 474 домашних хозяйств и 6 819 семей. Плотность населения составляет 9,00 человек на км2. На территории округа насчитывается 14 227 жилых строений, при плотности застройки около 5,00-ти строений на км2. Расовый состав населения: белые — 95,30 %, афроамериканцы — 2,70 %, коренные американцы (индейцы) — 0,30 %, азиаты — 0,30 %, гавайцы — 0,00 %, представители других рас — 0,20 %, представители двух или более рас — 1,20 %. Испаноязычные составляли 1,20 % населения независимо от расы.
В составе 24,00 % из общего числа домашних хозяйств проживают дети в возрасте до 18 лет, 51,10 % домашних хозяйств представляют собой супружеские пары проживающие вместе, 9,10 % домашних хозяйств представляют собой одиноких женщин без супруга, 34,90 % домашних хозяйств не имеют отношения к семьям, 30,40 % домашних хозяйств состоят из одного человека, 12,60 % домашних хозяйств состоят из престарелых (65 лет и старше), проживающих в одиночестве. Средний размер домашнего хозяйства составляет 2,26 человека, и средний размер семьи 2,77 человека.
Возрастной состав округа: 21,00 % моложе 18 лет, 6,50 % от 18 до 24, 20,80 % от 25 до 44, 32,70 % от 45 до 64 и 32,70 % от 65 и старше. Средний возраст жителя округа 46,2 года. Гендерный состав населения: 50.3 % составляют мужчины и 49,7 % — женщины.
Средний доход на домохозяйство в округе составлял 42 014 USD, на семью — 50 007 USD. Среднестатистический заработок мужчины был 0 USD против 0 USD для женщины. Доход на душу населения составлял 21 886 USD. Около 11,10 % семей и 14,20 % общего населения находились ниже черты бедности, в том числе — 22,60 % молодежи (тех, кому ещё не исполнилось 18 лет) и 10,90 % тех, кому было уже больше 65 лет.